# Monastère de la Péribleptos (Mistra)
Le monastère de la Péribleptos (en grec : Μονή Παναγίας Περιβλέπτου; peribleptos = « célébrée ») est un monastère de l’époque byzantine tardive situé dans l'ancienne ville médiévale de Mistra en Laconie dans le Péloponnèse en Grèce. 

## Histoire
Le monastère fut probablement érigé au milieu du XIVe siècle par le premier despote de Morée, Manuel Cantacuzène. Il existait un monastère du même nom à Constantinople dédié à la Théotokos « he Peribleptos », construit par l’empereur Romain III entre 1030 et 1034.  Avec les complexes du Brontochion, de Sainte-Sophie et de la Pantanassa, il fait partie des principaux édifices religieux de Mistra auxquels de vastes propriétés avoisinantes procuraient des revenus substantiels.  Ses fresques, parmi les rares de la période tardive de l’empire parvenues jusqu’à nous, sont essentielles à la compréhension de l’histoire artistique de Byzance.

## Architecture

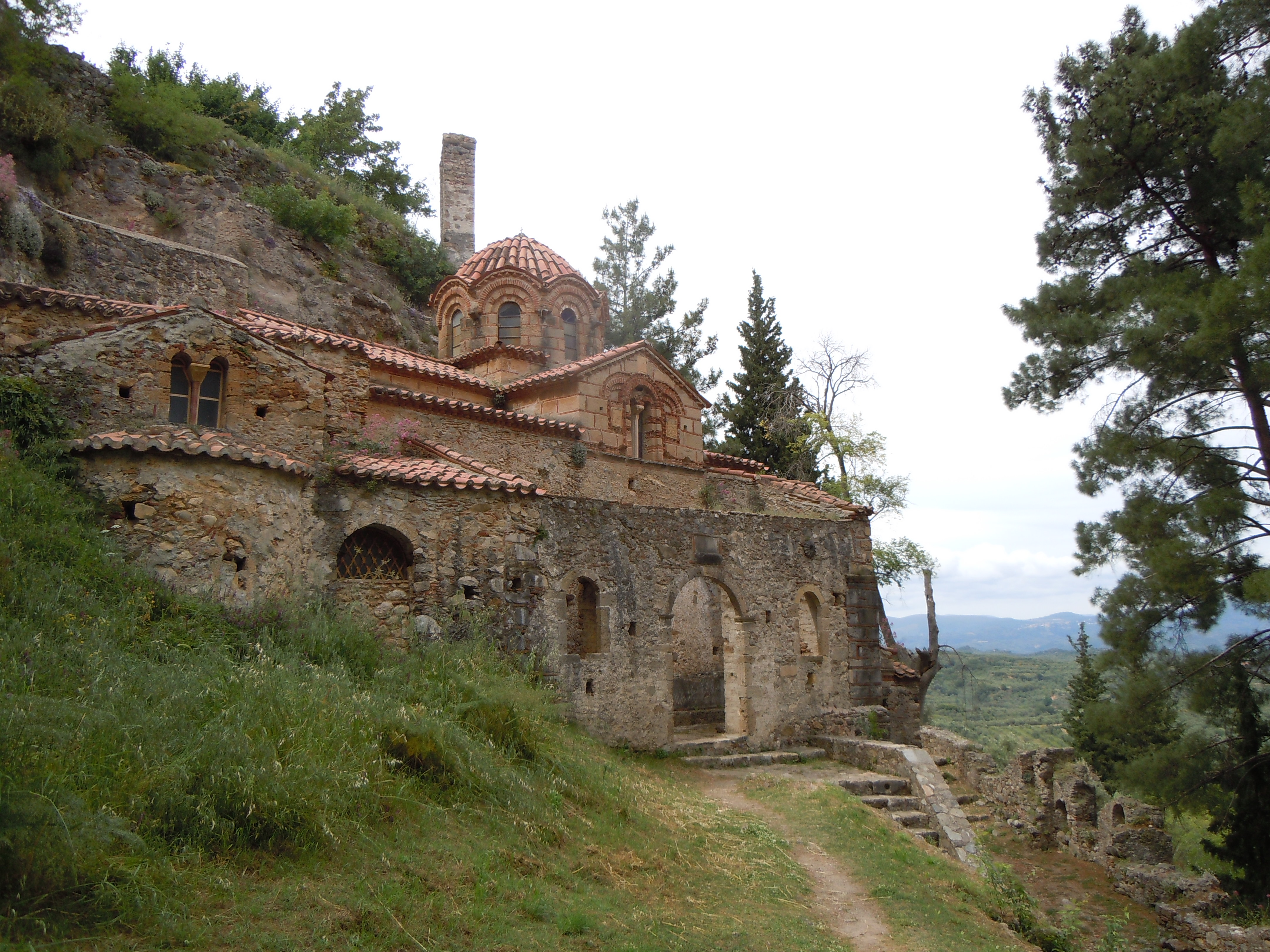
Vue de l'entrée coté sud.

Le monastère fut bâti à flanc de colline près du coin sud-est des murs de la ville d’alors. Seul a survécu le katholikon (principale église ou édifice d’un complexe monastique) ainsi qu’une autre structure que l’on suppose être un réfectoire. 
L'édifice est à peu près orienté selon un axe sud-est/nord-ouest, quoique sa situation n’ait pas permis un plan régulier. 
Sa structure intérieure est constituée de trois absides dans le style de maçonnerie cloisonnée (le style de « Mistra ») fait de pierres équarries avec tuiles intercalées que l’on retrouve dans la plupart des églises et monastères de la région. Le dôme est construit dans le même style et repose sur un tambour octogonal.  
La structure externe, complexe et de formes variées, se prolonge à l’intérieur, bâti dans la colline, où l’absence presque totale de fenêtres a laissé de vastes murs qui furent recouverts de fresques. 
On accède à l’église par une petite porte placée entre les absides qui se prolonge par un long couloir permettant d’entrer par le côté nord de l’église.

## Fresques et reliques

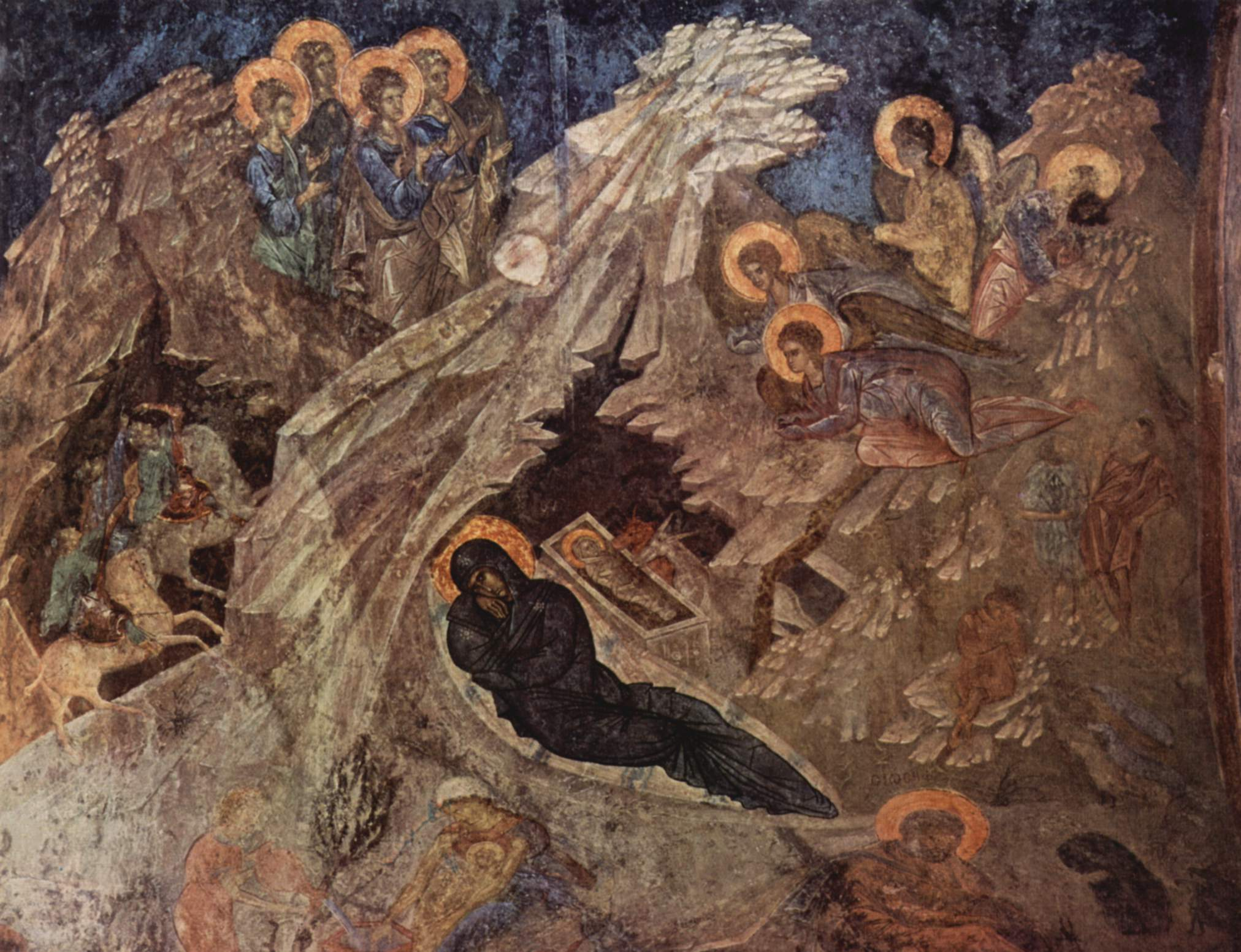
Une des fresques du monastère (vers 1348-1380).

Les fresques qui couvrent les murs constituent le principal point d’intérêt de cette église. L’absence presque totale de fenêtres a permis à l’artiste de pouvoir déployer son art sur une grande surface. Parmi les thèmes traités, on trouve la vie de la Vierge Marie, le Dodecaorton (une série de représentation des douze grandes fêtes du calendrier liturgique orthodoxe), la Passion et une série de scènes reliées à l’Eucharistie. 
On ignore l’identité de l’artiste, mais le style des fresques permet de les dater de la seconde partie du XIVe siècle. Ils constituent de remarquables exemples du « style de Mistra », associé aux écoles de Crête et de Macédoine. Selon l’historienne de l’art Annie Labatt, « on sent une influence occidentale dans la façon dont sont traités l’espace et le mouvement ». C’est précisément ce traitement de l’espace et du mouvement, semblable à ce  que l’on retrouve au monastère de la Chora de Constantinople, qui ont suggéré à certains commentateurs d’art  le qualificatif d’ « occidentalisation de la culture ». La présence des Latins durant l’occupation de Constantinople (1204-1261) avait conduit à une multiplication des contacts entre l’Orient et l’Occident qui avait déjà commencé sous l’empereur Manuel Comnène (1143-1180) renommé pour son affinité pour l’Occident. 
En même temps, il participe à cette Renaissance Paléologue pendant lequel la peinture devient le principal moyen d’expression artistique. En réaction à l’ « occidentalisation » qui avait marqué l’occupation latine, les artistes byzantins se retournent vers leur passé et la tradition classique. Il se démarque par la multiplication des scènes et des personnages, par un nouvel intérêt pour la perspective et par une « spiritualisation » de leur représentation.
De plus, ce que l’on peut appeler l’ « art monastique » se différencie par son austérité et son style moins évolué de l’art de la capitale où le patronage des grands permettait d’attirer les peintres les plus célèbres et les plus sophistiqués.
L’église possède également de nombreuses reliques dont certaines de saint Jean le Baptiste, lequel est dépeint dans une fresque représentant le baptême du Christ. On y trouve également le crâne de saint Grégoire de Naziance.